# うへ山の棚田

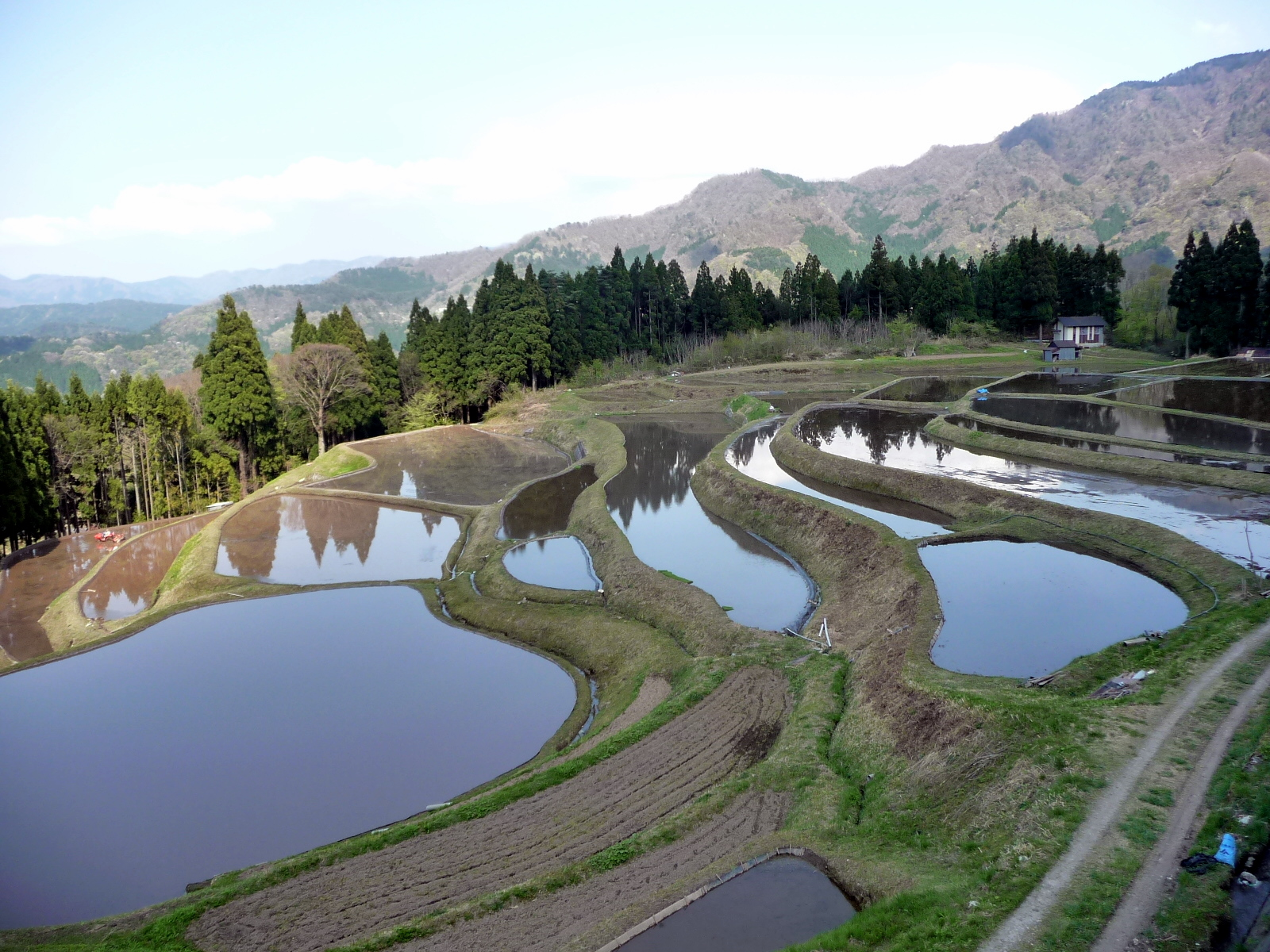
うへ山の棚田（春）

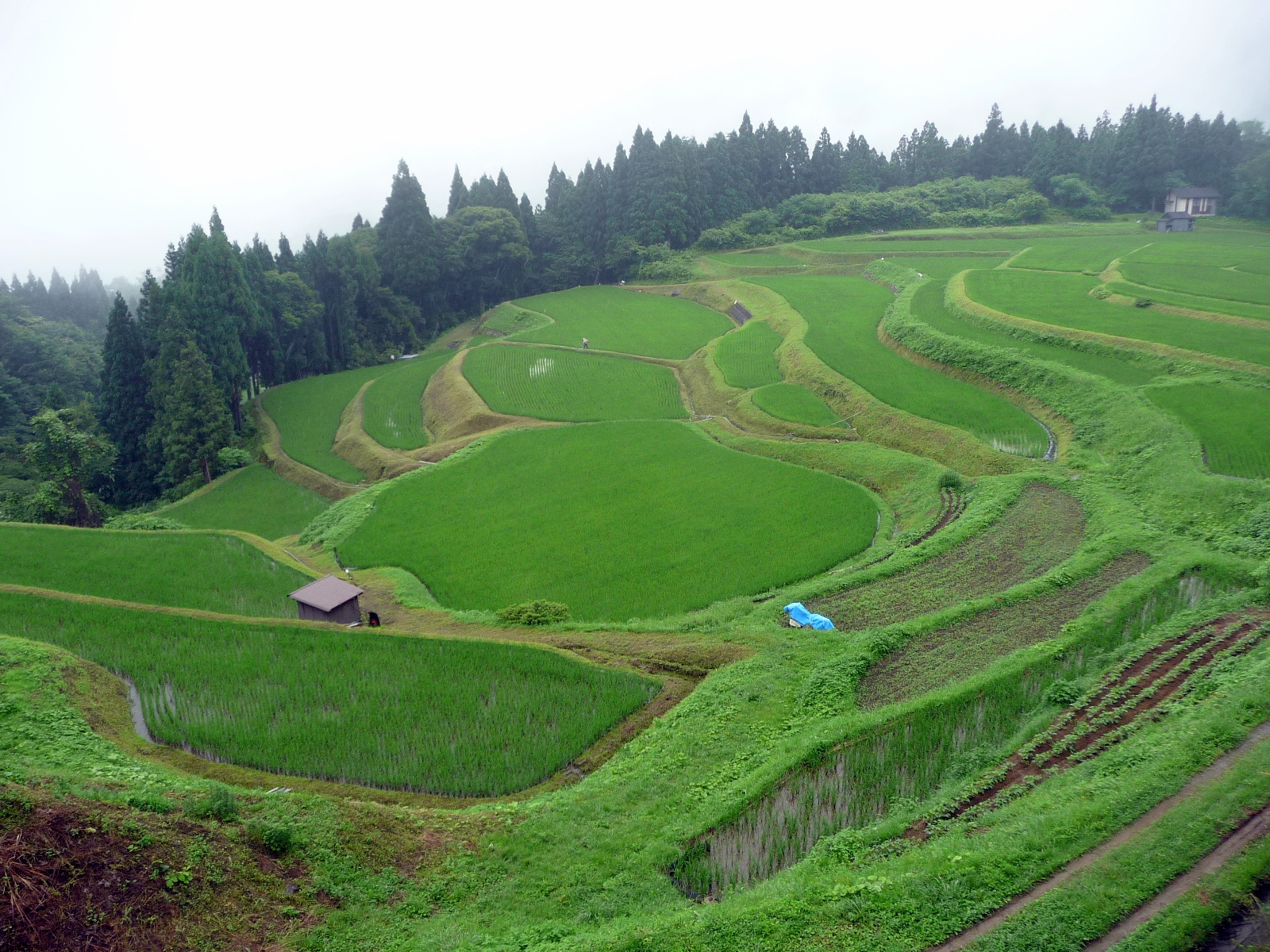
うへ山の棚田（夏）

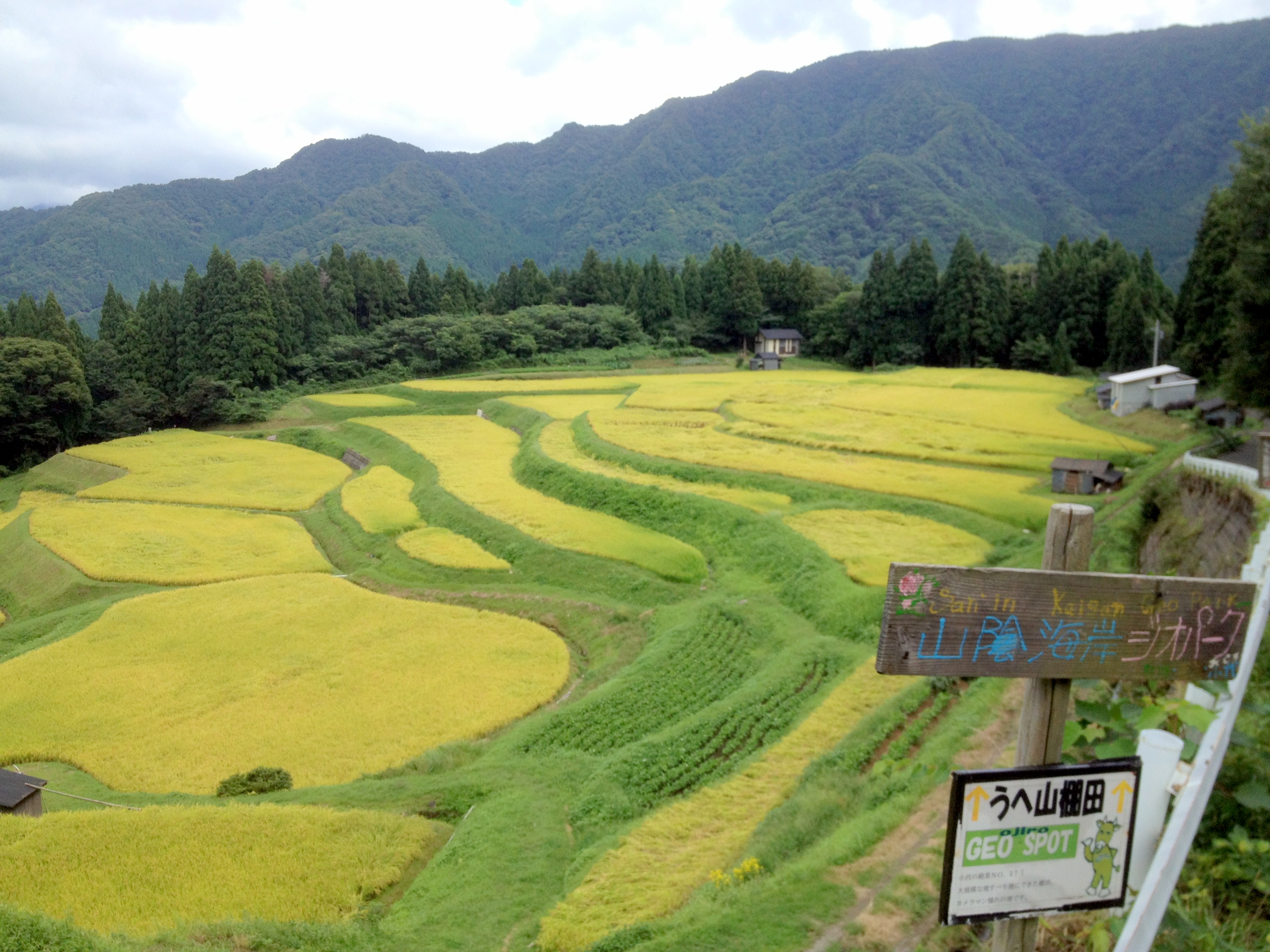
うへ山の棚田（秋）

うへ山の棚田（うえやまのたなだ）は、兵庫県美方郡香美町小代区貫田（ぬきだ）にある棚田。
農林水産省の『日本の棚田百選』に選定されている。「貫田の棚田」とも呼称する。

## 概要
「うへ山の棚田」は、全国の黒毛和牛のほぼすべてを子孫とする名牛田尻号が生まれ育った、香美町小代区貫田に位置する棚田である。
39枚、3.1haと規模はさほど大きくないものの、斜面に畦が独特なカーブを幾重にも描き、前面に眺望が開けていること、休耕田がほとんどなくよく管理されていることなどが評価され、「日本の棚田百選」のひとつに選定されている。
地域での管理のほか、農作業体験や米の直接販売、交流イベント等を通じて都市部等の人々に棚田の意義を伝える活動がおこなわれている。
地すべり地をうまく活用した棚田であるため、山陰海岸ジオパークにおけるジオサイトのひとつとなっている。また、「日本で最も美しい村」連合に加盟している香美町小代区を象徴する景観のひとつである。
なお、「うへ山」という地名は、貫田地区の上にある山間部であることに由来する。

## 交通アクセス
- 西日本旅客鉄道（JR西日本）山陰本線八鹿駅から全但バス（秋岡行き）で「貫田」下車、徒歩30分。